# Iljušin Il-38
Iljušin Il-38 (NATO oznaka: "May"), sovjetski ophodni-protupodmornički zrakoplov razvijen na temelju Iljušina Il-18.

## Razvoj
Krajem 1950-ih i početkom 1960-ih ratna mornarica SAD-a ojačala je svoju podmorničku flotu naoružavajući je nuklearnim projektilima UGM-27 Polaris. Kao odgovor na to, SSSR je na osnovu dokazanog Il-18 pokrenuo razvoj oceanskog protupodmorničkog zrakoplova. Prvi let obavljen je 28. rujna 1961. s testnim pilotom Kokkinakijem za kontrolama i dva letna tehničara. Iako prvi prototip nije bio opremljen elektronskom opremom, s vremenom je nadograđivan do gotovog oblika za serijsku proizvodnju. Zbog činjenice da je na sustavima protupodmorničkog ratovanja utrošeno dosta vremena, prvi serijski (produkcijski) primjerak poletio je tek 1967. U službu sa sovjetskim mornaričkim zrakoplovstvom primljen je 1969.

## Opis
Il-38 koristi većinu komponenti s Il-18: trup, različite unutarnje sustave i motore AI-20M. Osim navedenog, zbog uske specijaliziranosti za PP borbu, implemetirao je i različite specifične komponente te dizajnerske promjene. Prostor pod pritiskom ograničen je na pilotsku kabinu i prostor za operatere instrumenata. Dva odjeljenja za borbena sredstva smještena su ispred i iza krila što je u konačnici utjecalo na promjenu središta gravitacije i pomicanja krila za tri metra prema naprijed.
Najvidljiviji elektronički instrumenti su "kupola" za motrilački i ciljnički radar "Berkut" ispred prednje noge stajnog trapa i krak za MAD (detektor magnetskih anomalija) u repu. U prednjem borbenom odjeljenju bile su smještene sonarne plutače, dok su se u stražnjem nalazila prateća oružja - dubinske bombe (konvencionalne ili nuklearne), morske mine i samonavođena torpeda. Zbog mogućeg utjecaja okoliša na ispravnost oružja, prostor je grijan.
Posadu čini sedam članova: pilot, kopilot, navigator, radio vezist i letni inženjer te operateri radara i plutača. Budući da su ophodne zadaće mogle trajati duže vrijeme, smještaj posade je uključivao kuhinju, toalet, stol i prostor za odmor sa sklopivim krevetom. Kako su bočna putnička vrata uklonjena, u zrakoplov se ulazilo kroz otvor između kupole radara i prednjeg borbenog odjeljenja.

## Operativna uporaba
Iako je planirana proizvodnja 250 primjeraka, iz državne tvornice u Khodynki je izašlo samo 58, prema nekim izvorima 65, zrakoplova. Koristile su ga postrojbe sovjetskih sjevernih, pacifičkih i baltičkih flota. U ožujku 1968. eskadrila Il-38 je upućena u Kairo u Egiptu gdje su do 1972. letjeli s egipatskim oznakama i sovjetskim posadama.
Nastavio je sudjelovati u prekomorskim operacijama djelujući iz Adena (Južni Jemen), Asmere (Etiopija), Libije i Sirije. Dva su zrakoplova uništena i jedan je oštećen u napadu Oslobodilačkog fronta Eritrejskog naroda 1984. kod Asmere. Zbog raspada SSSR-a, nastavio je letjeti u sastavu ruskih arktičkih i pacifičkih flota.

## Korisnici
Indija
- Indijska mornarica. Pet zrakoplova, tri nabavljena 1977. i dva 1983.

 SSSR
- Sovjetsko mornaričko zrakoplovstvo

 Rusija
- Rusko mornaričko zrakoplovstvo

## Tehničke karakteristike
Izvori podataka: military-today.com
Osnovne karakteristike
- posada: 7 - 10
- dužina: 39,6 m
- raspon krila: 37,42 m
- visina: 10,16 m

Letne karakteristike
- najveća brzina: 650 km/h
- dolet: 9500 km
  - borbeni dolet: 2200 km
- najveća visina leta: 10 km
- motor: 4 x ZMDB Progress AI-20M

Naoružanje
- naoružanje: 9000 kg različitog naoružanja

## Galerija
- Il-38 uz krstaricu klase Kresta II, Maršal Timošenko
- Il-38 iznad palube američkog nosača zrakoplova USS Midway
- Il-38 uz krstaricu USS England, 22. svibnja 1979.